# Ligne de tramway V (TELB)
Pour les articles homonymes, voir Ligne V.
La ligne V est une ancienne ligne du tramway de Lille.

## Histoire
La ligne V reliait la place Catinat près de l'ancien port Vauban au lieu-dit « Le Buisson » dans le quartier Saint-Maurice-Pellevoisin près de la limite communale avec Marcq-en-Baroeul par les rues Colbert, Corneille, d'Iéna, de Wazemmes, de Fontenoy, Philippe-de-Comines, de Valenciennes, du Long-Pot, du Prieuré près l'église Notre-Dame de Fives, de Bouvines, la place Madeleine-Caulier, les rues Saint-Gabriel, de la Louvière et du Buisson. Desservant les quartiers populaires de Wazemmes, de Moulins et de Fives par un parcours assez sinueux, c'était la seule ligne ne passant pas par le centre. Elle comportait plusieurs tronçons à voie unique. 
En 1935, les voies à la porte de Valenciennes sont modifiées par la destruction de la porte (voir ligne T).
Le parcours entre la porte de Valenciennes et le Mont-de-Terre est modifié après les destructions de 1944-1945. 
La ligne est supprimée le 22 mai 1960 et remplacée par une nouvelle ligne d'autobus sous l'indice 7.